# 陈擎苍
陈擎苍（1966年4月—），男，汉族，浙江余姚人，中华人民共和国政治人物。毕业于杭州大学生物系生物专业。曾任中共金华市委常委、纪委书记，浙江省纪委常委、秘书长，中共杭州市委常委、市纪委书记、市监委主任，中共浙江省纪委副书记、浙江省监委副主任。现任浙江省政协副主席。